# 慕容瓒
慕容瓒，《魏书》作慕容买德，十六國時期后燕宗室，封丹杨王。
393年十一月，后燕皇帝慕容垂征伐西燕，调动中山的步、骑兵七万人，派镇西将军、丹杨王慕容瓒，以及龙骧将军张崇等从井陉出发，在晋阳对西燕武乡公慕容友发起攻击；征东将军平规在沙亭进攻西燕的镇东将军段平。西燕皇帝慕容永派遣他的尚书令刁云、车骑将军慕容钟统领大军五万据守潞川。394年五月，丹杨王慕容瓒等人夺取了晋阳。西燕灭亡后，八月，慕容垂任命丹杨王慕容瓒为并州刺史，镇守晋阳为主城的并州汾河流域，宜都王慕容凤为雍州刺史，镇守长子。395年，参合陂之战，北魏大败后燕。396年，慕容垂去世后，北魏开始大举进攻后燕。北魏拓跋珪击败慕容農，夺取了并州，开始设置刺史、太守，九月十九日，拓跋珪派遣辅国将军奚牧去攻取汾川，擒获了丹杨王慕容买德和离石护军高秀和。北魏开始在以太原为核心山西中部建立统治。